# Округ Апсон (Џорџија)
Апсон (енгл. Upson County) је округ у америчкој савезној држави Џорџија.

## Демографија
По попису из 2010. године број становника је 27.153, што је 444 (-1,6%) становника мање 2000. године.
| Група             | 2000.          | 2010.          |
| Белци             | 19.271 (69,8%) | 18.522 (68,2%) |
| Афроамериканци    | 7.712 (27,9%)  | 7.590 (28,0%)  |
| Азијати           | 104 (0,4%)     | 127 (0,5%)     |
| Хиспаноамериканци | 327 (1,2%)     | 588 (2,2%)     |
| Укупно            | 27.597         | 27.153         |